# Како (ТВ серија)
„Како ” је југословенска телевизијска серија снимљена у продукцији Телевизије Београд.

## Епизоде
| Сезона | Епизода | Назив                     | Датум             |
| ------ | ------- | ------------------------- | ----------------- |
| 1      | 1       | Како се ослободити војске | 12. јануара 1972. |
| 1      | 2       | Како да јој приђем        | 9. фебруара 1972. |
| 2      | 1       | Како бити проналазач      | 1973              |

## Улоге
| Глумац                  | Улога                   |
| ----------------------- | ----------------------- |
| Слободан Ђурић          | млади Саша (2 еп. 1972) |
| Миодраг Андрић          | (1 еп. 1972)            |
| Мелита Бихали           | (1 еп. 1972)            |
| Бранко Цвејић           | (1 еп. 1972)            |
| Златко Голубовић        | (1 еп. 1972)            |
| Зафир Хаџиманов         | (1 еп. 1972)            |
| Азра Халиловић          | (1 еп. 1972)            |
| Небојша Кунић           | (1 еп. 1972)            |
| Драган Лукић            | (1 еп. 1972)            |
| Горан Марковић          | (1 еп. 1972)            |
| Михајло Бата Паскаљевић | (1 еп. 1972)            |
| Јован Радовановић       | (1 еп. 1972)            |
| Зарије Раковић          | (1 еп. 1972)            |
| Љубиша Стошић           | (1 еп. 1972)            |
| Бранислав Тодоровић     | (1 еп. 1972)            |
| Милутин Васовић         | (1 еп. 1972)            |
| Драгутин Балабан        | (1 еп. 1973)            |
| Владимир Марковић       | (1 еп. 1973)            |

Комплетна ТВ екипа ▼
| Редитељ    | Милан Јелић         | (2 еп. 1972—1973) |
| Редитељ    | Владимир Момчиловић | (1 еп. 1972)      |
| Сценариста | Милан Јелић         | (1 еп. 1973)      |
| Сценариста | Душан Ковач         | (1 еп. 1972)      |
| Сценариста | Владимир Момчиловић | (1 еп. 1972)      |
| Сценариста | Предраг Перишић     | (1 еп. 1972)      |